# 最上級のひらめきニンゲンを目指せ!クイズ!金の正解!銀の正解!
『最上級のひらめき人間を目指せ!クイズ!金の正解!銀の正解!』（さいじょうきゅうのひらめきにんげんをめざせ!クイズ!きんのせいかい!ぎんのせいかい!）は、フジテレビ系列で2017年4月22日から9月16日まで毎週土曜日 19:00 - 19:57（JST）に放送されたクイズバラエティ番組である。全12回。
レギュラー放送開始前、2016年8月21日・2017年1月10日にパイロット版が2回放送された。

## 概要
1つの問題にすべての問題に誰でもわかる「鉄の正解」、ひらめきがあれば出せる「銀の正解」、最高のひらめきが必要な「金の正解」という3つの段階の正解が用意されており、「金の正解」を目指して優勝を競う“ひらめき力”が求められるクイズ番組。問題やコーナーの多くは、過去に同系列で放送されていたクイズ番組『脳内エステ IQサプリ』の内容を踏襲していた。
裏番組の『天才!志村どうぶつ園』（日本テレビ）に押されたため、2017年9月16日の放送を以て終了した。
最終回は従来のクイズではなく、「芸能人は大衆の気持ちがわかるのか?チェック」と題した特別編として放送された。

## 出演者

### MC（神の使い）
- 加藤綾子（フリーアナウンサー）
- 榎並大二郎（フジテレビアナウンサー）

### レギュラー解答者
- 的場浩司
- 吉村崇（平成ノブシコブシ）
  - 2017年5月13日放送分・5月27日放送分は欠席し、向井慧（パンサー）が代理出演。
  - 7月8日放送分の『レギュラー入れ替え2時間SP』で対戦相手の中島健人（Sexy Zone）に敗れて一度レギュラーを降ろされたが、翌回7月22日放送分に「泣きの一回」でゲストとして出演し、その結果優勝してレギュラーに復帰した。
- 石川恋
  - パイロット版第2弾は欠席。泉里香が代理出演した。

### ナレーター（番組の案内役）
- 片桐仁（ラーメンズ）
  - 片桐をモデルとした番組のCGキャラクター「ひらめきの神様」の声を担当。
  - 問題を出題するときの掛け声は基本的に「目指せ!金の正解!!」。
- 川野良子（フジテレビアナウンサー）
- 金本涼輔
- 前田綾香
  - 上記の3人は問題の出題として担当。

### 問題VTR
- 小芝風花（パイロット版2 - 刑事の娘 風花 役、レギュラー版 - 是若瑠花 役）
  - 小芝がレギュラー版で演じた役名の「是若瑠花（これわかるか）」は、「これ、わかるか?」の言葉から来ている。
- 堀田茜

### 過去の出演者
パイロット版MC（神の使い）
- 渡辺和洋（フジテレビアナウンサー）
- 宮司愛海（フジテレビアナウンサー）

問題VTR
- 神保悟志（パイロット版2 - 神保刑事 役）

## 番組の進行
番組の進行は司会だけでなく番組の案内役としてイソップ寓話の"金の斧"の泉をモチーフにした画面から番組のCGキャラクター「ひらめきの神様」（声：片桐仁）が登場する。問題を解いてる際に“金の正解”がでるためのヒントを言ったり、3つの正解の判定などを担当する。

## 主なクイズ（コーナー）
ウォーミングアップ1分ひらめきクイズ
オープニングで実施。答えが3つあるクイズを出題し、制限時間1分以内に「鉄の正解」、「銀の正解」、「金の正解」の3つ全てを解答する。3つ全て正解し「金の正解」を出せたら1ポイント獲得。パイロット版とレギュラー初期は全員に1問ずつ出題していたが、後に一部の回答者（主にゲスト）のみに出題されるようになり、回によっては行わない事もある。
早書き早押し問題
筆記で回答する。2017年7月29日放送分以前は回答ボタンを押して回答し、神様が判定をする。用意された答えに当てはまらなかった場合は「鉄の正解 未満…」と判定される。制限時間以内に「金の正解」を出す事が出来れば1ポイント（最終問題は3ポイント）獲得。同年8月19日放送分以降は早押し形式が廃止され、「鉄の正解」は1ポイント、「銀の正解」は2ポイント、「金の正解」は3ポイント獲得に変更された。
摩訶不思議 進化漢字
書き問題。内容は『IQサプリ』の『サプリ文字』とほぼ同じで、それぞれの漢字を進化（動きやエフェクトを付ける）させたものが何を表しているかを答える。1セットにつき「鉄の進化」→「銀の進化」→「金の進化」の3問出題され、1問正解するごとに1ポイント(第1回は3問すべて解けたら1ポイント)。間違えたらその時点で脱落し、セットが終了するまで答えることができない。
早押し!増え〜るワ〜ド!
最初に提示される2文字の言葉から文字数を増やして出来る言葉を3問同時に出題。イラストと表示されている2文字、言葉の文字数をヒントにそれぞれ何という言葉かを答える。早押しで解答し、3つすべて正解したら1ポイント獲得。
間違い探し
左右の映像で3つの違うところを探す。勝ち抜け方式で、一般正解率が低い順に「金の正解」(1つ)を出せたら3ポイント、「銀の正解」(1つ)は2ポイント、「鉄の正解」(3つ)は1ポイント獲得。形式は『IQサプリ』の「IQミラーまちがい7」とほぼ同じ。間違いは回答者の人数よりも少ないが、『IQサプリ』と異なり最後まで抜けられなくても罰ゲームは無い。レギュラー版では『ONE PIECE』とのコラボが行われ、同作の過去の名場面から出題された（台詞は無く、BGMは同作の過去の主題歌を使用）。当初は原作連載20周年にちなんで全20回を予定していたが、実際は7月29日放送分の9回目で打ち切られた。パイロット版では、この他に『ドラゴンボール超』・『ちびまる子ちゃん』・『サザエさん（レギュラー初回も実施）』とのコラボも行われた。
2択クイズ どっちかな?
2017年7月8日放送分より登場。ANZEN漫才のみやぞんが歌で2択クイズを出題する。赤と青の椅子が交互に円状に並べられており、椅子取りゲーム形式で曲が止まったら正解だと思う色の椅子に座る。椅子は参加している人数より1組少ない（6人の場合は、10個（5組）など）。間違えたり、正解の椅子に座れなかった回答者は脱落となる。1セットの2択は全て同じだが、「鉄の問題」→「銀の問題」→「金の問題」と難易度が上昇していく。「金の問題」を正解して勝ち残ると、1ポイント獲得。
金のスプーン 銀のスプーン
2017年7月8日放送分より登場。3つのスプーンに乗っている同じ食べ物・料理、もしくはあるテーマに沿った3つの食材を食べ比べ、最も高価な食材が乗っている「金のスプーン」を当てる。「金のスプーン」を当てる事が出来れば1ポイント獲得。
芸能人大衆感覚チェック
最終回で実施。「日清食品のカップ麺」・「富士急ハイランドの絶叫マシン」などといったジャンルの中から3つの選択肢が出され、その中で最も人気がある物を当てる。食品の問題は『金のスプーン 銀のスプーン』同様、試食する事が出来る。
チャレンジステージ（パイロット版のみ）
優勝した回答者のみが挑める最終ステージ。究極のひらめきが必要な最高難度の問題に挑戦する。制限時間5分以内に3問全て解けたら賞金（金の一封）を獲得。
最もポイント数の多い回答者が優勝（パイロット版は賞金をかけたチャレンジステージへ進出）となる。優勝者には番組キャラクターの神様をモチーフにした黄金のスマートフォンケース「金のささやき」が贈呈される。

## 番組テーマ曲
番組中、オープニングやエンディング、クイズの説明の際は必ず、ジョージ・ガーシュウィンの「ラプソディ・イン・ブルー」が流れる。

## スタッフ
番組全般に『脳内エステIQサプリ』、『推理せよ!迷Qポワロ』のスタッフが携わっている。
レギュラー版
- ナレーター：川野良子（フジテレビアナウンサー）、金本涼輔、前田綾香
- 企画：情野誠人（フジテレビ）
- 作家：矢野了平、水野圭祐、野地努、石原大二郎、野田修平、岡本広、酒井英太、南晃、増井歩、遠藤英明、湯川英、今井洋輔、津内口真之、田守伸也
- TD/SW：大嶋徹
- CAM：河野広樹
- VE：岡部菜穂子
- AUD：村脇昭一
- 照明：清水智、奈良芳男
- 美術プロデューサー：木村文洋
- デザイン：邨山直也（フジテレビ）
- 美術進行：椛田学、横山勇
- 大道具：卜部徹夫
- 操作：山本和成
- アクリル装飾：松本健
- 電飾システム：富谷聡
- 特殊装置：福田隆正
- マルチ：伊藤拓也
- 生花装飾：山寺由美
- 小道具：マツウラ工房
- メイク：水落万里子
- ロケ技術：共同テレビ映像制作部
- 編集：中川直喜、渡辺敬
- MA：和光康彦
- 音響効果：川口匡暁、齋藤資典（CUEVO）
- TK：本田悦子
- 協力：PDトウキョウ、森三平、パークグラフィックス、タカハシジュン
- データ放送：齋藤浩史・八田孝志（共にフジテレビ）
- ホームページ：中山直人、赤井苑美、山本大揮
- 制作スタッフ：竜崎琢也、伊沢拓耶、高橋明日香
- ディレクター：松澤祐介、阿部裕一郎、大塚隆史、森山菜央子、濱口賢治、堀雅哉
- 演出：鈴木優、牛込剛、池端強、西岡奈美
- プロデューサー：荒田昌員、中山佳祐、川崎琢、佐藤謙治、小林靖子、柳川由起子、西口晃彦、深野和伸
- 企画・総合演出：川本良樹
- チーフプロデューサー：竹内康人
- 制作協力：共同テレビ、ロール・ワン
- 制作著作：フジテレビ

パイロット版
- 企画：情野誠人（フジテレビ）
- 演出：川本良樹
- 構成：矢野了平、野地努、水野圭祐、増井歩、南晃、石原大二郎、野田修平、坂田健、今井洋輔、永井雄大
- ナレーター：川野良子（フジテレビアナウンサー）、金本涼輔、前田綾香
- 声の出演：片桐仁（ラーメンズ）
- TM：大嶋徹
- TD/SW：菊地謙
- CAM：伴野匡
- VE：岡部菜穂子
- AUD：村脇昭一
- 照明：佐藤博樹
- 美術プロデューサー：木村文洋
- デザイン：別所晃吉
- 美術進行：横山勇
- 大道具：卜部徹夫
- 操作：田中秀和
- アクリル装飾：松本健
- 電飾：富谷聡
- 特殊装置：福田隆正
- マルチ：伊藤拓也
- 植木装飾：後藤健
- メイク：水落万里子
- ロゴ：タカハシジュン
- ロケ技術：共同テレビ映像制作部、五反田立
- 編集：中川直喜
- MA：和光康彦
- 音響効果：川口匡暁（CUEVO）
- TK：本田悦子
- 協力：パークグラフィックス、PDトウキョウ、森三平、横浜市立金沢動物園、エプソン品川アクアスタジアム、ザ・ゲートホテル雷門 by HULIC
- 製作スタッフ：竜崎琢也
- ディレクター：阿部裕一郎、松澤祐介、大塚隆史、鈴木優
- プロデューサー：小林靖子、佐藤謙治
- チーフプロデューサー：竹内康人
- 制作協力：共同テレビ
- 制作著作：フジテレビ

### 過去のスタッフ
- 制作スタッフ：高橋宏美、濱田圭佑、高橋明日香、藤井祐衣（全員パイロット版1回目のみ担当）

## ネット局
| 放送対象地域   | 放送局                    | 系列                                         | 放送時間           | 備考       |
| -------------- | ------------------------- | -------------------------------------------- | ------------------ | ---------- |
| 関東広域圏     | フジテレビ（CX）          | フジテレビ系列                               | 土曜 19:00 - 19:57 | 制作局     |
| 北海道         | 北海道文化放送（uhb）     | フジテレビ系列                               | 土曜 19:00 - 19:57 | 同時ネット |
| 岩手県         | 岩手めんこいテレビ（mit） | フジテレビ系列                               | 土曜 19:00 - 19:57 | 同時ネット |
| 宮城県         | 仙台放送（OX）            | フジテレビ系列                               | 土曜 19:00 - 19:57 | 同時ネット |
| 秋田県         | 秋田テレビ（AKT）         | フジテレビ系列                               | 土曜 19:00 - 19:57 | 同時ネット |
| 山形県         | さくらんぼテレビ（SAY）   | フジテレビ系列                               | 土曜 19:00 - 19:57 | 同時ネット |
| 福島県         | 福島テレビ（FTV）         | フジテレビ系列                               | 土曜 19:00 - 19:57 | 同時ネット |
| 新潟県         | 新潟総合テレビ（NST）     | フジテレビ系列                               | 土曜 19:00 - 19:57 | 同時ネット |
| 長野県         | 長野放送（NBS）           | フジテレビ系列                               | 土曜 19:00 - 19:57 | 同時ネット |
| 静岡県         | テレビ静岡（SUT）         | フジテレビ系列                               | 土曜 19:00 - 19:57 | 同時ネット |
| 富山県         | 富山テレビ（BBT）         | フジテレビ系列                               | 土曜 19:00 - 19:57 | 同時ネット |
| 石川県         | 石川テレビ（ITC）         | フジテレビ系列                               | 土曜 19:00 - 19:57 | 同時ネット |
| 福井県         | 福井テレビ（FTB）         | フジテレビ系列                               | 土曜 19:00 - 19:57 | 同時ネット |
| 中京広域圏     | 東海テレビ（THK）         | フジテレビ系列                               | 土曜 19:00 - 19:57 | 同時ネット |
| 近畿広域圏     | 関西テレビ（KTV）         | フジテレビ系列                               | 土曜 19:00 - 19:57 | 同時ネット |
| 島根県・鳥取県 | 山陰中央テレビ（TSK）     | フジテレビ系列                               | 土曜 19:00 - 19:57 | 同時ネット |
| 岡山県・香川県 | 岡山放送（OHK）           | フジテレビ系列                               | 土曜 19:00 - 19:57 | 同時ネット |
| 広島県         | テレビ新広島（tss）       | フジテレビ系列                               | 土曜 19:00 - 19:57 | 同時ネット |
| 愛媛県         | テレビ愛媛（EBC）         | フジテレビ系列                               | 土曜 19:00 - 19:57 | 同時ネット |
| 高知県         | 高知さんさんテレビ（KSS） | フジテレビ系列                               | 土曜 19:00 - 19:57 | 同時ネット |
| 福岡県         | テレビ西日本（TNC）       | フジテレビ系列                               | 土曜 19:00 - 19:57 | 同時ネット |
| 佐賀県         | サガテレビ（sts）         | フジテレビ系列                               | 土曜 19:00 - 19:57 | 同時ネット |
| 長崎県         | テレビ長崎（KTN）         | フジテレビ系列                               | 土曜 19:00 - 19:57 | 同時ネット |
| 熊本県         | テレビ熊本（TKU）         | フジテレビ系列                               | 土曜 19:00 - 19:57 | 同時ネット |
| 宮崎県         | テレビ宮崎（UMK）         | フジテレビ系列 日本テレビ系列 テレビ朝日系列 | 土曜 19:00 - 19:57 | 同時ネット |
| 鹿児島県       | 鹿児島テレビ（KTS）       | フジテレビ系列                               | 土曜 19:00 - 19:57 | 同時ネット |
| 沖縄県         | 沖縄テレビ（OTV）         | フジテレビ系列                               | 土曜 19:00 - 19:57 | 同時ネット |

## 関連書籍
- 最上級のひらめき人間を目指せ! 金の正解!銀の正解! 厳選問題集
  - 2017年8月16日、ISBN 978-4-594-07800-3 - 扶桑社にて発刊[6]。